# El Molino
El Molino és un cafè-concert de Barcelona, dels més reconeguts d'Europa durant bona part del segle xx i del segle xix, i sempre ha estat considerat un espai transgressor dels límits permesos, amb una gran capacitat de crear llenguatges propis, de doble sentit, amb el mòbil de poder escapar de les censures de cada època. Amb les seves característiques aspes vermelles de molí a la façana, va ser el més famós dels teatres del Paral·lel, avinguda que va arribar a ser batejada com "el carrer del teatre d'Europa", a causa de la gran concentració d'espais escènics que tenia.
Va obrir les portes l'any 1898, amb el nom de Pajarera Catalana concebut com un espai per a espectacles. El 1910 va canviar el nom pel de Petit Moulin Rouge (en català, Petit Molí Roig), i amb l'arribada de la dictadura franquista, el 1939, el règim va obligar a castellanitzar el nom i treure-li la paraula "roig", per les connotacions polítiques que podia suggerir. Des de llavors ha quedat com El Molino.
Després de la reforma finalitzada l'octubre de 2010, impulsada per l'empresa Ocio Puro i l'empresària Elvira Vázquez, El Molino continua sent una sala de music-hall, amb espectacles que es poden veure amb una copa o un sopar cuinat per un xef de renom. Cada setmana s'hi fan espectacles de música, teatre, flamenc i especialment de revista, cabaret burlesc i music hall, amb un espectacle dirigit per Josep Maria Portavella, un antic membre de The Chanclettes.

## L'edifici

### Exterior

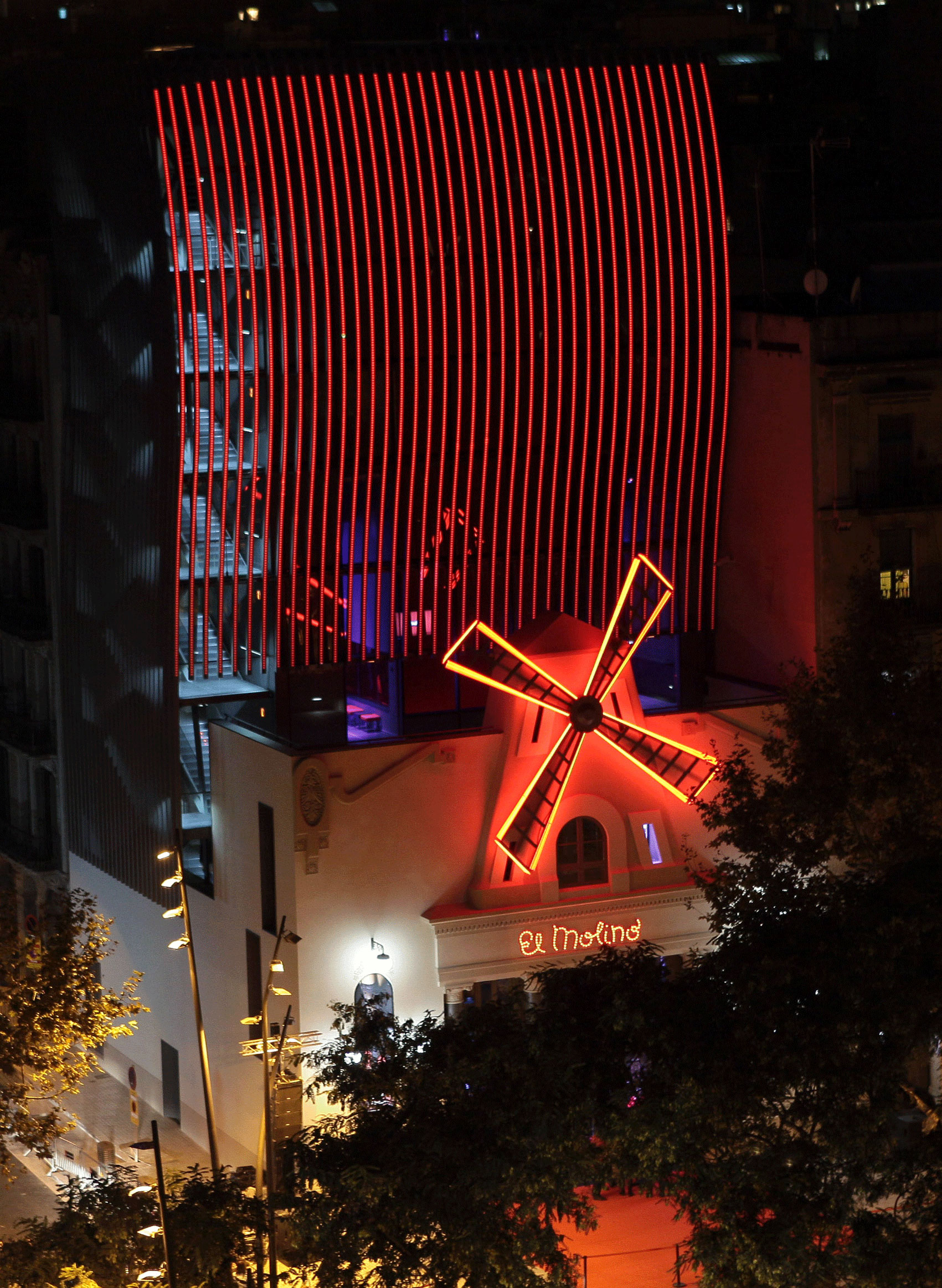
Façana de El Molino, de nit

L'edifici original de 1898 era, de fet, una construcció efímera en fusta. El 1910, s'encarregà a Manuel Joaquim Raspall la construcció d'un nou edifici amb caràcter permanent. Raspall, era afeccionat al teatre i ja tenia algunes experiències amb la construcció del Teatre Còmic (al mateix Paral·lel), el Granvia i el Teatre Triunfo.
Tot i ser considerat un arquitecte modernista, Raspall va passar ràpidament al noucentisme i a El Molino es recull aquesta tendència. S'inaugurà el 17 de desembre de 1910 convertit en Petit Moulin Rouge, tot i que, familiarment, se'l coneixia com a Moulin.
L'any 1929, s'encarregà a Josep Alemany i Juvé que afegís a la façana la iconografia del seu nom i, a més de modificar lleugerament el capcir de la façana, apareixen el molí i les aspes vermelles. Alemany ja havia fet altres construccions a Barcelona, com la cooperativa Lleialtat santsenca. Amb petites modificacions posteriors, probablement fruit del manteniment, és la façana que va arribar fins al 1997. En 1997 el Molino va tancar. Es va negociar la venda a empresaris russos però finalment va ser comprat pel grup català Ociopuro.
A més de renovar la programació van pensar a renovar també l'edifici, encàrrec que el promotor Ociopuro va oferir a l'equip de BOPBAA Arquitectes (Josep Bohigas i Arnau, Francesc Pla i Ferrer i Iñaki Baquero Riazuelo) i va realitzar la constructora Altiare. Després de dinou avantprojectes que responien a diferents visions del que seria el nou Molino, el projecte definitiu va començar en 2006 i va durar fins a l'octubre de 2010. L'obra civil va tenir un cost de 3 milions d'euros i les instal·lacions especials i l'interiorisme 3 milions més.
Només la façana de Raspall amb el mític molí d'Alemany s'ha mantingut. Sis metres endarrere l'edifici té ara cinc plantes, i es va excavar una planta soterrània on hi ha la cuina i magatzem. La tercera planta acull ara una terrassa i un bar (al carrer Vilà i Vilà). Les plantes superiors, quarta i cinquena, acullen les màquines de les instal·lacions. Cap als costats i sis metres endarrere, per a no interferir amb la silueta de les aspes del molí, es va ampliar per a acollir sales d'assaig i camerinos (al carrer Roser). La terrassa aprofita precisament l'espai horitzontal que queda darrere de les aspes del molí, en part del que abans hauria estat el terrat de l'edifici antic de Raspall i Alemany, fins a l'edifici ampliat del darrere, més alt i que ha estat recobert de lames metàl·liques cobertes de leds blaus. Actualment la superfície total construïda és de 2.050 m² i la superfície útil de 1.600 m².

### Interior

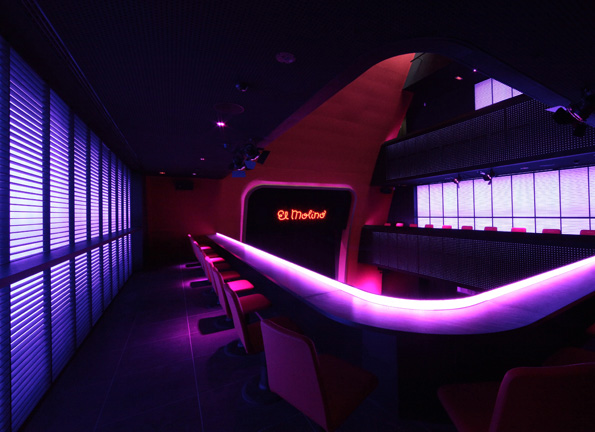
Ambient a l'interior

L'interior de El Molino es va modificar completament a la reforma de 2006-2010. Així, actualment les plantes superiors queden dividides entre la platea i l'amfiteatre, amb un aforament total de 250 places. L'interior manté les antigues petites dimensions i la barra a l'esquerra, a més ara té el piano de la Bella Dorita. El petit fossat de l'orquestra ha estat transformat en plataformes mòbils.
L'interiorisme actual és signat per Fernando Salas, a qui se li va demanar que respectés l'ambient original de El Molino, però tenint en compte serveis que abans no tenia i que ara si es volien donar, com per exemple els camerinos, les sales d'assaig i el magatzem per a vestuari i material tècnic. L'escenari, amb platea i dos petits anfitatres, un sobre l'altre, és multiús i està equipat com un plató. Es va construir el magatzem i una cuina en un soterrani excavat, que connecta amb la platea, just a sobre, i els dos amfiteatres amb un muntacàrregues, perquè els espectadors puguin prendre una copa o menjar durant l'espectacle. L'única escala de l'edifici està en voladís, per fora de la façana original, al carrer Roser.
L'interior connecta les dues façanes per mitjà d'una llengua vermella, en alguns trams ondulada, per la qual els espectadors es desplacen com si estiguessin dins d'una boca. Està feta de pladur perforat, un material econòmic que evita reverberacions, permet una bona audició i té bona electroacústica.
La decoració en general està subordinada a l'espectacle i els espais propers a l'escenari estan concebuts perquè en puguin ser una prolongació, si l'espectacle ho requereix. Predomina el color negre. La platea té una barra de marbre negre i la disposició de les cadires es pot modificar. Per a una major versatilitat, els elements arquitectònics de la caixa, la platea i els amfiteatres es limiten a pocs elements puntuals, en general destinats a vestir aquestes zones segons la temporada o l'espectacle. Un exemple en són els laterals retroil·luminats, que permeten modificar l'ús de l'espai a través del control de diferents efectes de llum i color. També estan retroil·luminades les baranes dels amfiteatres i destacats amb llum els estants de vidre on es troben les ampolles del bar de la platea. La il·luminació, basada en jocs de llums amb leds, a tot l'interior està al servei de l'espectacle.
A la tercera planta, per aprofitar la terrassa que formen les dues façanes (la nova, més alta, està situada sis metres darrere de la que té el moló) es va afegir un bar-cocteleria a l'interior: el Golden Bar. La resta de la planta és una sala polivalent de parets de vidre que visualment comunica amb el bar. El Golden Bar és una estança de sostre alt al qual predomina el color negre en materials clàssics nobles (marbre, ceràmica), decorat amb dues figures daurades que recorden Carmen Amaya i Joséphine Baker, una llista, també en color or, de tots els artistes que havien actuat a l'antic Molino i una gran fotografia mural en blanc i negre, feta per Josep Ribas, de la vedet Christa Leem. En record de la decoració de la platea, i de la típica dels cabarets, els estants de les ampolles del bar estan resseguits amb llum, hi trobem panells de leds que poden variar de color i intensitat de llum i un llarg sofà entapissat en capitoné vermell, paral·lel a una sèrie de pufs alineats a conjunt.
La planta quarta, destinada als serveis (vestuaris, dutxes, lavabos) i treball quotidià dels artistes, és en canvi molt lluminosa. De fet, la sala d'assaig és l'espai més lluminós de tot l'edifici, ja que la llum natural entra per dos grans forats fets per a aquest fi a la façana. Les parets són totalment blanques, el terra no és de parquet, sinó de paviment negre. Té el mirall de paret a paret i la barra de treball que necessiten els artistes per a treballar.

## Història

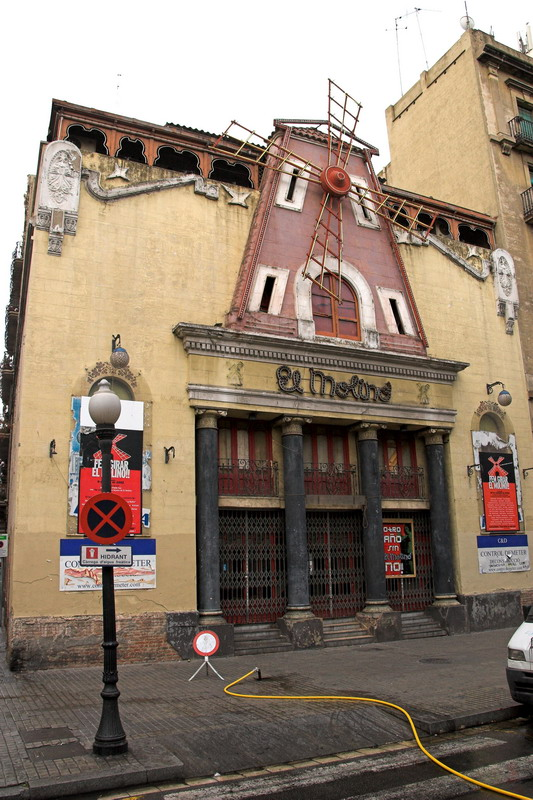
Façana del Molino amb la seva característica imatge. Foto del 2006, abans de les reformes del 2009-2010

### Orígens
Els orígens de El Molino se situen a l'avinguda del Paral·lel de l'any 1898, en ple barri del Poble Sec, que també s'anomenava el Montmartre barceloní, per la profusió de teatres de varietats, cafès-concert i music-halls que hi havia. On ara hi ha l'actual teatre hi havia una tasca de mala mort anomenada La Pajarera. El seu amo, fart de mariners borratxos i obrers escandalosos, va vendre el negoci l'any 1899 per cent pessetes a un andalús que havia arribat a Barcelona per fer fortuna.
Aquest va canviar el nom de la taverna pel de La Pajarera Catalana, i hi va muntar un precari entarimat de tres metres de llarg. L'espectacle que oferia era un quadre flamenc, format per un grup de joves andaluses, ex criades i jornaleres, que volien triomfar en el món artístic. Posteriorment s'hi va afegir un transvestit que explicava acudits. Cap d'ells cobrava sou i s'havien de confeccionar el vestuari, però tenien assegurats el pa, el vi i el sostre, ja que dormien en unes lliteres situades rere l'escenari.
A partir de 1901 la Pajarera Catalana comença a fer-se un lloc en el món de l'espectacle i millora sensiblement la programació oferint algunes sarsueles curtes i les actuacions del Caballero Felip, ventríloc i artista polifacètic molt popular en els locals (com els cafès-teatre Español i Condal) del Paral·lel de la dècada del 1910. També ofereix un servei de restaurant dins del local, amb un servei a la carta, i fins i tot s'arriba a organitzar un servei gratuït de cotxes de lloguer per facilitar el recorregut dels clients des de la Rambla fins al local. Aquest servei era nocturn, començava a les deu de la nit, i anava des del Pla de la Boqueria a la Pajarera Catalana i viceversa, recorrent tot el carrer Conde de Asalto.
Tot i que es varen contractar algunes prostitutes per animar al personal i reforçar l'oferta d'oci del local, el negoci no va aconseguir ser rendible. L'abril de 1905 la Pajarera Catalana torna a canviar de propietari, passant-se a anomenar Gran Salón del Siglo XX. Aquest local alternava les varietats amb els passis de cinema, el cinematògraf Gaumont, com feien molts locals del Paral·lel, ja que aquest nou invent causava furor en l'època.

### DelPetit Moulin RougeaEl Molino

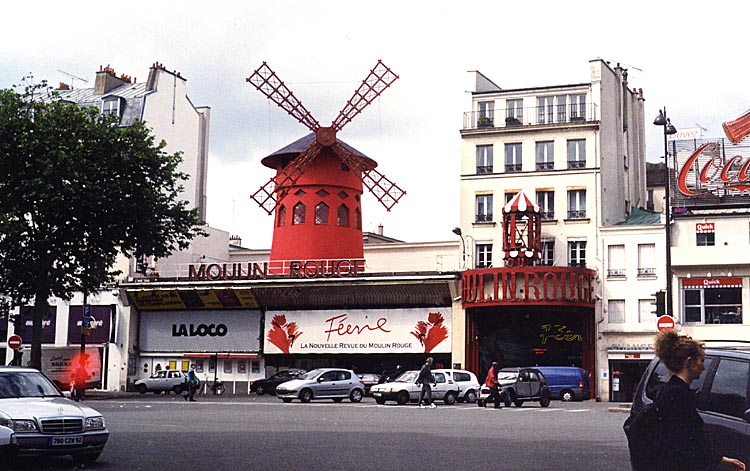
El molí roig parisenc era al començament un molí als afores de la ciutat, en una zona on diversos molins es van reciclar en locals de dubtosa moralitat.

L'any 1908 va aparèixer per primera vegada el mot molí al seu nom, en francès, Petit Moulin Rouge, potser com a referència al Moulin Rouge del carrer Pigalle de París. Aquest nom es va mantenir fins a 1916, excepte per un breu parèntesi de cinc mesos l'any 1910, durant els quals el local es va anomenar Petit Palais, de nou fent referència a un edifici parisenc, aquest cop dedicat a mostres i exposicions.

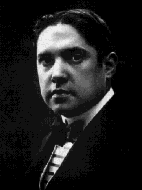
Manuel Joaquim Raspall va crear la mítica façana amb el molí, que és l'únic que es manté avui de l'edifici

L'any 1910 es van realitzar unes obres que li van donar la configuració interior que va mantenir bàsicament fins al seu tancament, fetes per l'arquitecte Manuel Joaquim Raspall (deixeble de Domènech i Montaner), li va donar un toc modernista.
El 1916 va canviar novament de nom pel de Moulin Rouge. Cal dir que, a l'hora de datar aquests canvis de nom d'influència francesa, no tots els cronistes i historiadors del Paral·lel coincideixen plenament en les dates, encara que sí en els diversos noms.
L'any 1926 el local va deixar de ser un local d'espectacle públic per convertir-se en la seu, durant un breu període, del partit fundat per Miguel Primo de Rivera, la Unió Patriòtica Espanyola.
L'any 1929, probablement a causa de l'Exposició Internacional, es va remodelar la seva façana, i, per imitació del famós local de París, se li van afegir els elements decoratius que recordaven un molí, és a dir, la imatge que actualment tot el món coneix i de la qual destaquen especialment les aspes. La nova façana no es va construir sobre l'anterior, sinó que es va afegir davant, amb una càmera d'aire al mig. L'arquitecte Joan Alemany Juvé va ser l'encarregat de dirigir les obres. L'empresari en aquella època era Antoni Astell (ho va ser des de 1913 fins al final de la Guerra Civil) i vivia al carrer Blai, molt prop del local.

### Guerra civil
Durant la Guerra Civil espanyola va continuar l'oferta d'espectacles. El sindicat de la CNT gestionava el local. D'acord amb els nous aires revolucionaris, es va haver d'igualar el sou de tots els treballadors, cambrers, ballarines i vedets, independentment del treball que realitzessin.

### Franquisme

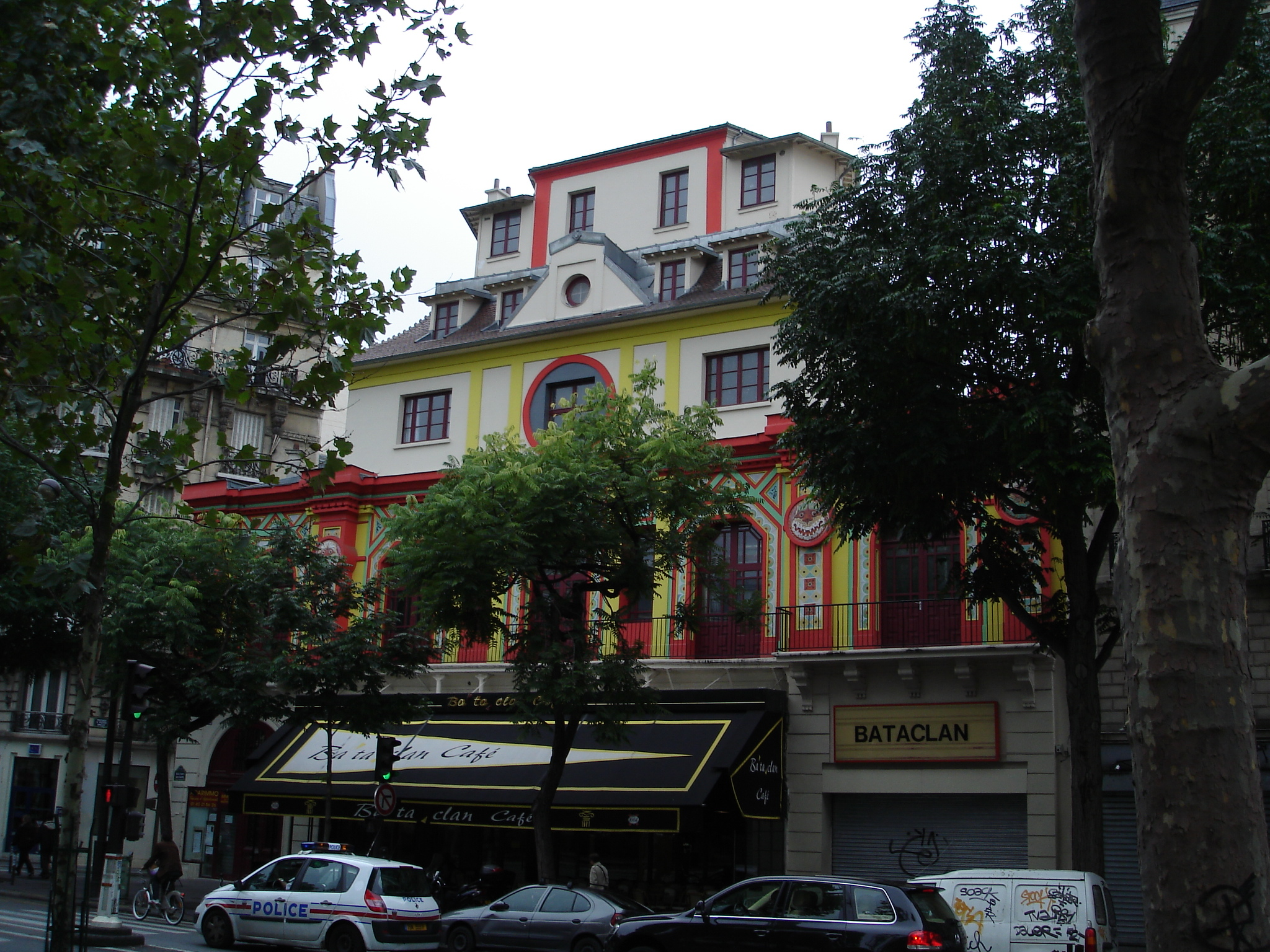
La sala Bataclan de París es va fer d'estil oriental, que resultava molt exòtica i atractiva a l'època, i també se li va donar un nom que sonava als francesos com xinesa.

Amb el començament del franquisme, l'any 1939, el govern va obligar a castellanitzar el nom del fins aleshores Petit Moulin Rouge, ja que l'ús de qualsevol llengua diferent del castellà estava prohibit, i a treure-li el mot roig, que la dictadura associava amb els seus enemics comunistes; i d'aquesta manera el seu nom va quedar com a El Molino.
En aquella època havia comprat el local Francisco Serrano, mort l'any 1970 i també amo del Bataclán, un altre històric teatre de nom copiat a un de parisenc. Serrano aconseguí atreure a un públic més civilitzat, també més ric i refinat, que paga millor les copes d'alterne i es pot permetre cava. I al temps promou l'estraperlo, sobretot de penicil·lina, en les zones de butaques més discretes.
Durant els anys seixanta, després d'una fallida econòmica amb embargament inclòs, el local queda en mans de la vídua del propietari, una intel·ligent empresària, Doña Fernandita, que porta amb mà dura els comptes i va ajustant, a poc a poc, l'economia del local, almenys durant un temps, fins que les sales de festa d'aquest tipus veuen la decadència i tanquen totes, una per una, de forma definitiva a mitjans dels noranta.

### Transició i final delseglexx

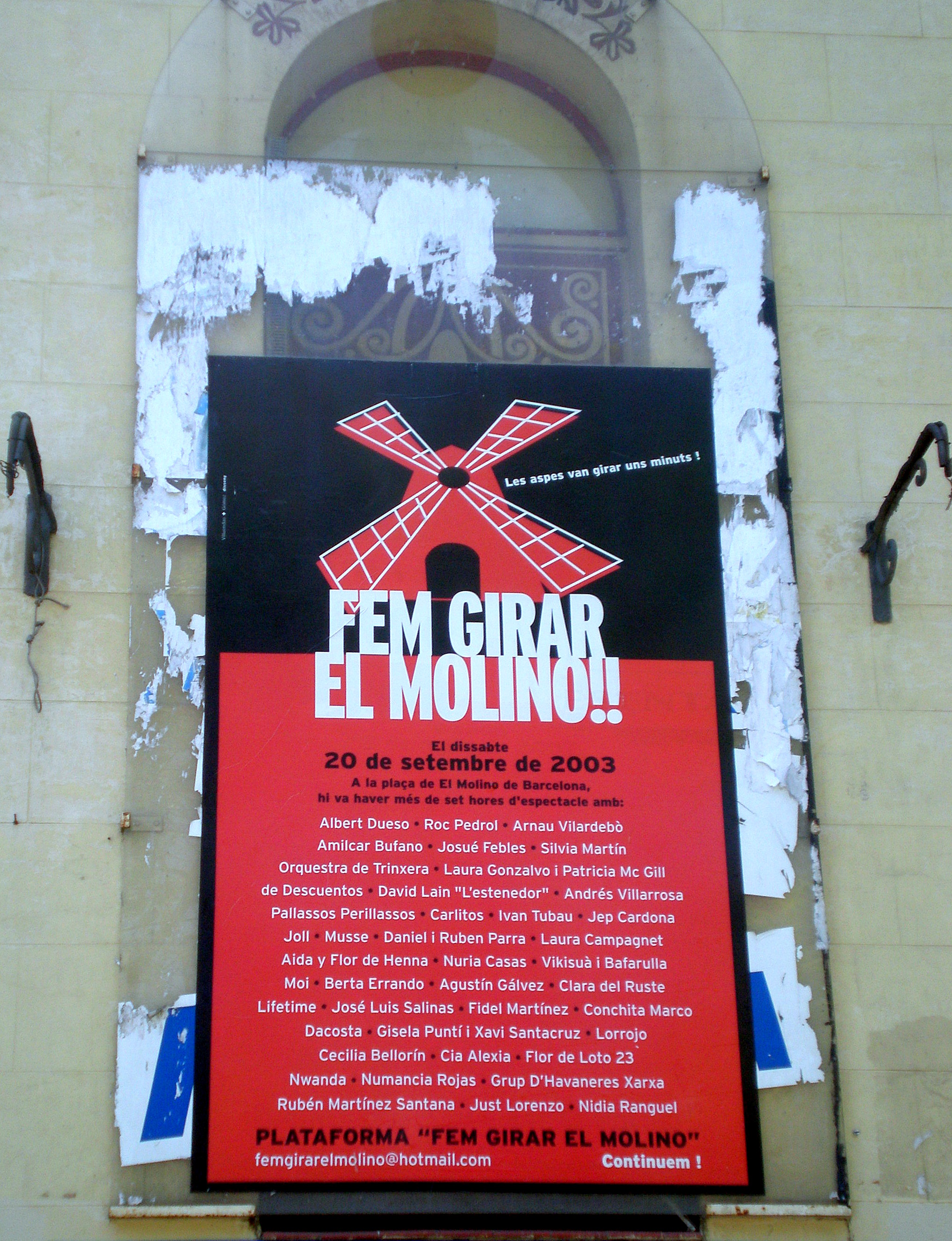
Anunci d'un acte de la plataforma "Fem_Girar_el_Molino" per a lluitar per a l'obertura de El Molino

Amb l'obertura d'idees i de llibertat que suposa la fi de la dictadura, l'oferta de El Molino deixa de resultar única. En aquells moments el petardeo, la ploma, el nu i l'estil kitch no són excepció sinó moda, encapçalada a més per la movida madrilenya, que l'allunya dels gusts barcelonins i catalans. A més, es desenvolupen canvis de formes d'oci als quals en aquells moments alguns empresaris no varen saber o poder adaptar-se.
Tanmateix, El Molino va guanyar en 1976 la primera edició dels premis FAD Sebastià Gasch d'arts parateatrals atorgat pel Foment de les Arts i del Disseny, FAD.
Finalment, el 14 de novembre de 1997, la vedet Merche Mar hi va actuar a l'últim espectacle, Pluma y peineta, abans del tancament del local, sense saber encara si algun dia es tornaria a obrir.

### Seglexxi

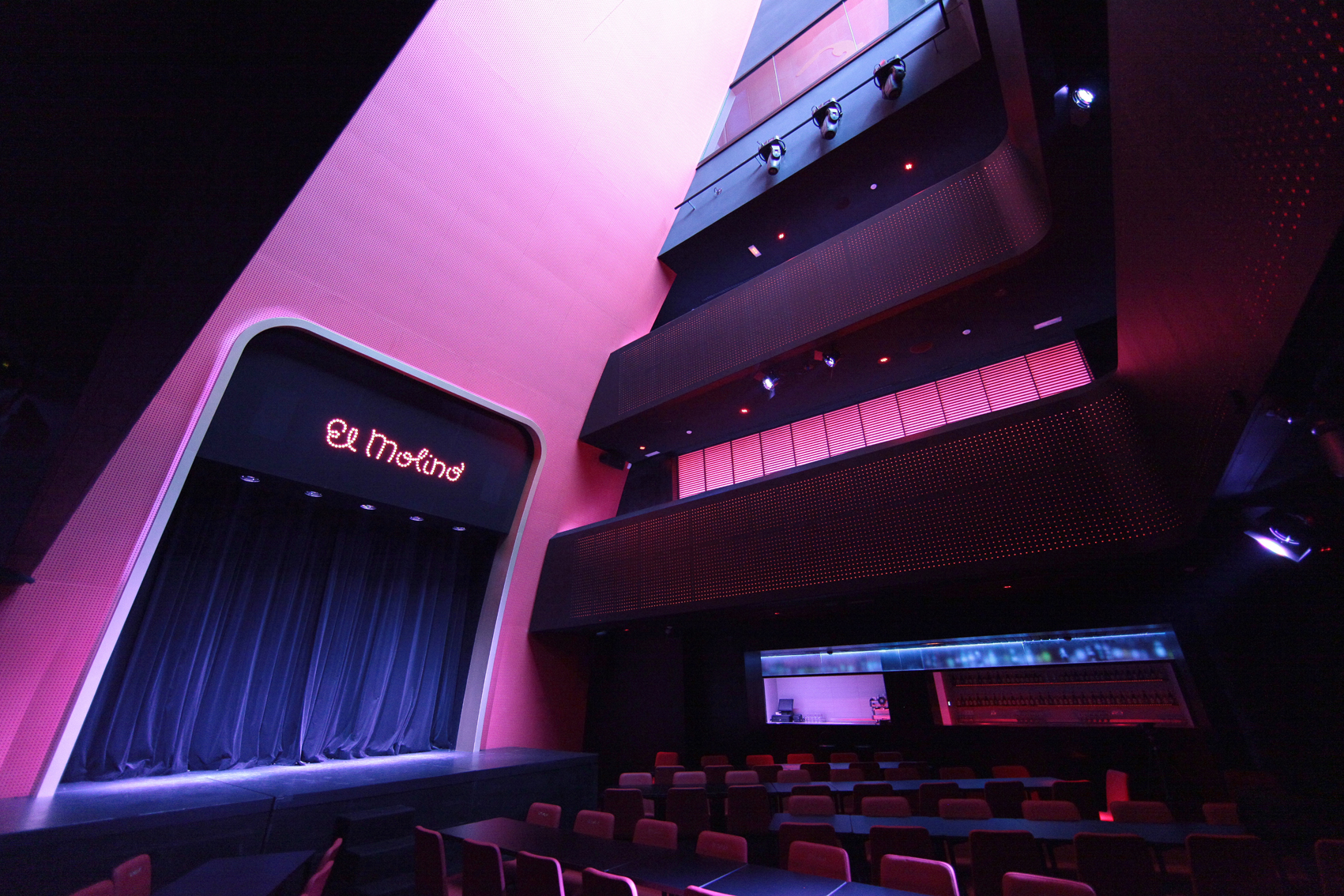
Imatge actual de la platea d'El Molino

Un grup de disset empreses privades van invertir uns quinze milions d'euros en ampliar i renovar el local i organitzar-hi una nova programació. El nom escollit per a aquesta reobertura va ser el que es va posar a la dictadura, El Molino, que també era amb el que era popularment conegut pels barcelonins. L'estil i filosofia es van mantenir, introduint però noves tecnologies audiovisuals i música electrònica.
El 18 d'octubre de 2010 es va inaugurar el nou El Molino amb l'espectacle Made in Paral·lel, un recorregut per la història d'El Molino i els diferents artistes i gèneres que van passar pel seu escenari. Merche Mar va presentar l'espectacle com a estrella principal i també va actuar La Terremoto de Alcorcón, The Chanclettes, Úrsula Martínez, Belinda Blind i Amador Rojas, entre d'altres, amb Víctor Masáni com a mestre de cerimònies. Al públic hi havia veïns del barri de Poble-sec així com diverses personalitats, entre les quals es trobaven Jordi Hereu, alcalde de Barcelona, l'antic president de la Generalitat de Catalunya Pasqual Maragall i el llavors president José Montilla.
El 2013 va haver de presentar un concurs de creditors. Després que la crisi de la pandèmia de COVID-19 impactés en els comptes del teatre, l'Ajuntament de Barcelona va anunciar el juliol de 2021 que compraria El Molino i que en cediria la gestió a una empresa privada per tal de reobrir l'espai el 2022. La compra va estar valorada en 6,2 milions d'euros.

## Artistes

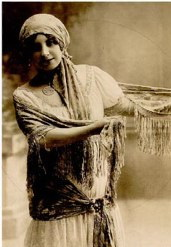
La Bella Dorita

L'escenari del Molino ha vist nombrosos artistes, que se saltaven la censura i la política, la guerra i la fam, perquè era un món propi amb normes pròpies, i des de les pájaras fins a les molineres, van oferir a l'Espanya de totes les èpoques una lliçó constant de llibertat, de sublimació del popular, de grandesa de barri, d'erotisme sa sense hipocresia.
Durant la primera meitat del segle xx varen destacar els noms de Granito de Sal, Condesita Zoe i Lola Montiel, amb una reina indiscutible els anys 40 i 50: la Bella Dorita. El Molino obert al segle xxi ha recuperat el piano personal de la Bella Dorita.
Al llarg dels anys 50, 60 i 70 del segle xx varen desfilar pel seu escenari artistes com Lander i Leanna, Mirco, Johnson, Escamillo, Pipper, Gardenia Pulido i Mary Mistral entre d'altres.
Durant la dècada del 1980 i fins al seu tancament el 1997, el seu escenari va acollir, entre altres artistes, a Amparo Moreno, Lita Claver (La Maña) i a Merche Mar. La portuguesa Mísia, d'ascendència catalana, hi va mostrar els seus joves encants.

## Programació

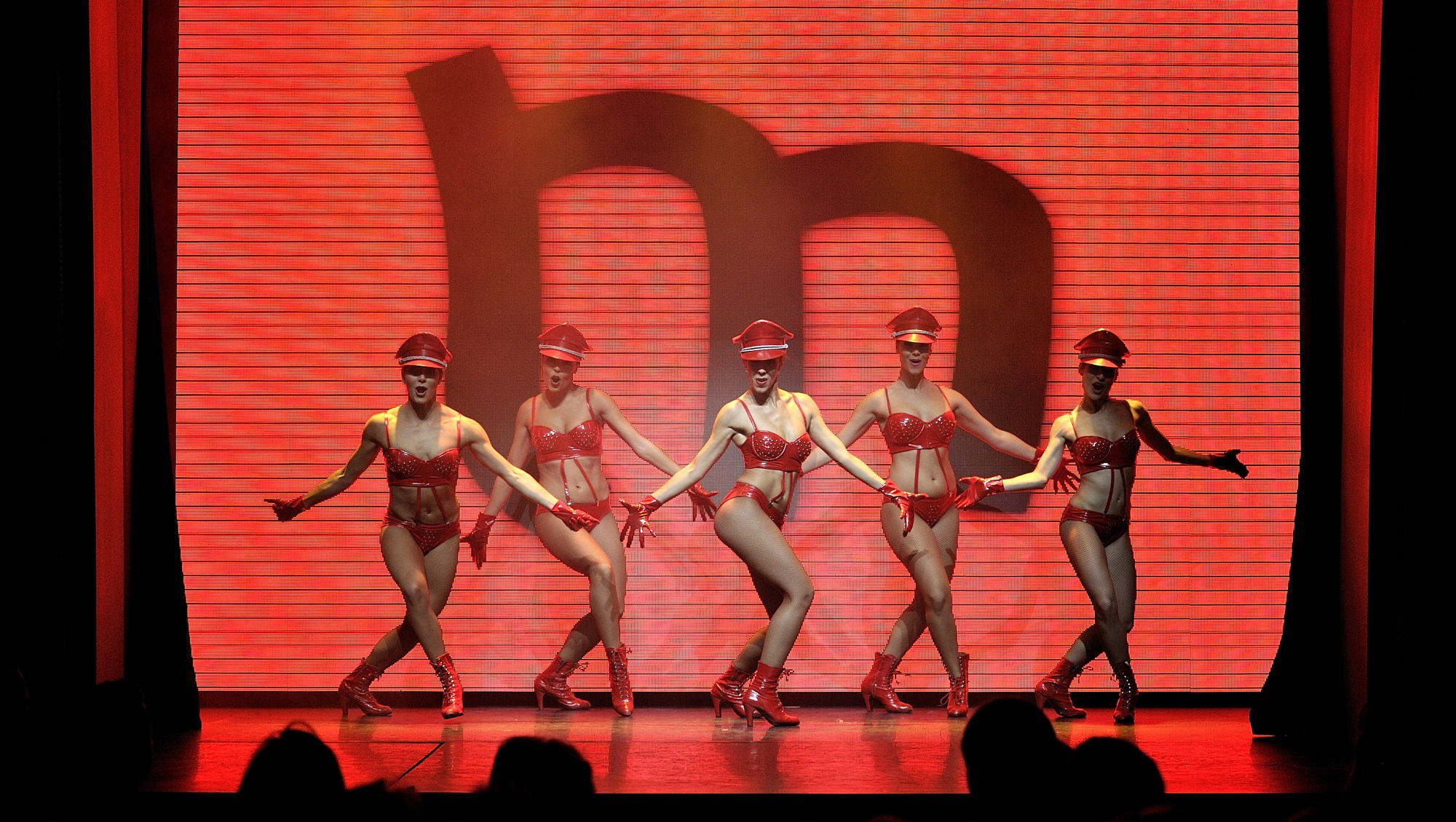
L'espectacle Made in Paral·lel

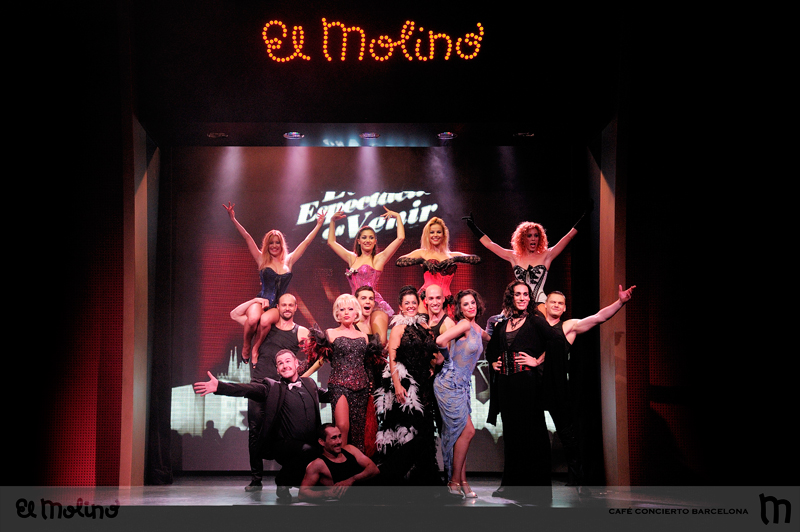
La Merche Mar i altres artistes a l'espectacle Live in Burlesque

En el Molino es programaven els espectacles més atrevits, amb la presència de les vedettes més famoses d'Espanya. Actualment vol mantenir el mateix esperit, afegint també altres gèneres, com el teatre i la música. L'edifici s'ha remodelat a l'interior completament, cosa que influeix a l'espai per a l'orquestra i el públic. S'ha volgut mantenir també el fet de ser un espai petit, amb 250 localitats, proper als artistes. També es pretén implicar els veïns del barri i durant el dia s'organitzaran visites per a col·legis i altres activitats.
L'espectacle inaugural de la nova etapa es diu Made in Paral·lel i ret un homenatge al passat, amb música, ball, vedets, estriptís, humor, màgia i sorpreses, des d'un present modern i multimèdia. El director artístic és l'actor i director de The Chanclettes, Josep Maria Pallàs, el director coreogràfic és Roberto Alonso i el director musical, Xavier Torras. El vestuari està a càrrec de Maria Araujo. Hi participa una vintena de ballarins.

### Teatre
L'actor Enric Majó assessora la programació dels dilluns del nou Molino, Dilluns d'autor, dia que estarà destinat a promocionar els nous talents artístics amb diferents formats teatrals.

### Música
Entre la programació musical hi ha els dimarts de flamenc, Poco ruido y mucho duende, dirigit per Mayte Martín, i que programarà "la música que a ella li agradaria escoltar com a espectadora". Constarà d'espectacles escollits, amb cantants, guitarristes i ballarins que actuaran en una dimensió més íntima i sincera, en contacte amb el públic i amb col·loquis al final de les actuacions. Es preveu organitzar també un festival de tango.

### Cabaret
El burlesc (o burlesque), la nova moda del revival del cabaret i revista, és una prioritat, també se'n farà un festival internacional i se'n pretén liderar el moviment a Espanya, així com fer una franquícia perquè els espectacles girin a fora.

## El Molino al cinema

Cartell de la pel·lícula El último cuplé

El Molino ha estat també escenari de nombroses pel·lícules, des del mític El último cuplé (1957), dirigida per Juan Orduña i protagonitzada per Sara Montiel, Las alegres chicas de El Molino (1977), pel·lícula rodada per José Antonio de la Loma a l'interior del local i protagonitzada pels artistes de El Molino Christa Leem i Pipper, o El extranger-oh! de la calle de la Cruz del Sur (1987), de Jordi Grau protagonitzada per José Sacristán, Emma Cohen, Teresa Gimpera i Gabino Diego.

## Espectacles
- 1978. Arriba las faldas
- 1982. ¡Viva el Molino!
- 1983. Las pícaras molineras
- 1984. Hay que reir
- 1985. Siempre Molino
- 1986. Hello Molino
- 1987. Loco loco music-hall
- 1989-90. Una cana al aire
- 1993. Rubias y morenas
- 2010. Made in Paral·lel

## Filmografia
- 1977: Las alegres chicas del Molino. Director: José Antonio de la Loma.

## Exposicions fotogràfiques
- 2011: Carpe Diem, 10 anys a El Molino, 1973-1983, del fotógraf Josep Tobella. De l'11 de gener al 28 de febrer de 2011 a la sala Setba Zona d'Art de Barcelona. Inclou més de cinquanta fotografies, la meitat inèdites.

## Fons
El fons documental del teatre es conserva al Centre de Documentació i Museu de les Arts Escèniques.Conté vuit caixes de partitures i tres de documentació administrativa. Tots els documents estan inventariats.